# Crepipatella
Crepipatella is een geslacht van weekdieren uit de klasse van de Gastropoda (slakken). 

## Soorten
- Crepipatella capensis (Quoy & Gaimard, 1835)
- Crepipatella dilatata (Lamarck, 1822)
- Crepipatella dorsata (Broderip, 1834)
- Crepipatella foliacea (Broderip, 1834)
- Crepipatella lingulata (Gould, 1846)
- Crepipatella occulta Veliz, Winkler, Guisados & Collin, 2012
- Crepipatella orbiculata (Dall, 1919)
- Crepipatella patagonica (d'Orbigny, 1841)
- Crepipatella peruviana (Lamarck, 1822)